# Kniha smíchu a zapomnění
Kniha smíchu a zapomnění je román Milana Kundery. Byl napsán v emigraci ve Francii. Sedm relativně samostatných příběhů spojuje téma smíchu a zapomnění. Pouze ve dvou částech ze sedmi, ve čtvrté a šesté, vystupuje stejná hlavní postava, emigrantka Tamina, která tak dominuje tomuto „románu ve formě variací“.
části
1. – Clementisova čepice
2. – Maminka
3. – Andělé
4. – Tamina
5. – Lítost
6. – Taminina smrt
7. – Hranice

Poprvé byl vydán ve francouzském překladu v roce 1979, v češtině ho vydalo až exilové nakladatelství Sixty-Eight Publishers v Torontu v roce 1981.
Podruhé v českém jazyce a poprvé na území České republiky knihu vydalo nakladatelství Atlantis v listopadu 2017. Kunderovo dílo psané v českém jazyce a vydané v České republice je tímto kompletní. Toto vydání se umístilo na sdíleném 3. místě v anketě Kniha roku Lidových novin 2017.
Za toto dílo bylo Kunderovi odebráno československé státní občanství.